# Јенки Дудл Денди
Јенки Дудл Денди (енгл. Yankee Doodle Dandy) је амерички биографски филмски мјузикл из 1942. о Џорџу М. Коану, познатом као „Човек који је поседовао Бродвеј”. У филму играју Џејмс Кегни, Џоан Лесли, Волтер Хјустон и Ричард Ворф, док су у споредним улогама Ајрен Менинг, Џорџ Тобијас, Роузмери ДеКемп, Џин Кегни и Вера Луис. Певачки глас Џоан Лесли делимично је синхронизовала Сели Свитланд.
Филм су написали Роберт Бакнер и Едмунд Џозеф, а режирао Мајкл Кертис. Филм је био велики хит за Warner Bros. и био је номинован за осам Оскара, укључујући Оскара за најбољи филм, освојивши три.
Године 1993, Јенки Дудл Денди је одабран за чување у Националном филмском регистру Сједињених Америчких Држава од стране Конгресне библиотеке као „културно, историјски или естетски значајан“, а 1998. филм је уврштен на листу 100 година АФИ-ја... 100 филмова.

## Радња
У првим данима Другог светског рата, Џорџ М. Кохан излази из пензије да би глумио председника Рузвелта у мјузиклу Роџерса и Харта Радије бих да сам у праву. Прве ноћи, позван је да се састане са председником у Белој кући, који му уручује златну медаљу Конгреса (иако лик Кохан на екрану погрешно идентификује награду као Конгресну медаљу части). Кохан је под утиском и разговара са Рузвелтом, присећајући се својих раних дана на сцени. Филм се враћа на његово наводно рођење 4. јула, док његов отац наступа на сцени водвиља.
Кохан и његова сестра придружују се породичном наступу чим су научили да плешу, а ускоро ће четири члана породице Кохан успешно наступати заједно.
Џорџ постаје превише самоуверен док одраста и позоришни продуценти га стављају на црну листу због проблематичног понашања. Он напушта глуму и безуспешно преноси своје песме продуцентима. У партнерству са Семом Харисом, још једним писцем који се бори, он коначно заинтересује продуцента и они су на путу ка успеху. Такође се жени Мери, младом певачицом/плесачицом.
Док његова популарност расте, он убеђује своје родитеље који се сада муче да се придруже његовом делу, дајући на крају неке од својих вредних позоришних имања у њихово име.
Кохан се повлачи, али се неколико пута враћа на сцену, што је кулминисало улогом председника САД. Док напушта Белу кућу, након што је од председника примио златну медаљу Конгреса, спушта се низ степенице док изводи степ (који је Кегни смислио пре снимања сцене и предузео без пробе). Напољу се придружује војној паради, где војници певају „Over There”, а он у почетку не пева. Не знајући да је Кохан композитор песме, један од њих пита да ли зна речи. Коханов на питање одговора сам осмехом, пре него што се придружи.

## Улоге
| Глумац          | Улога         |
| --------------- | ------------- |
| Џејмс Кегни     | Џорџ М. Кохан |
| Џоан Лесли      | Мери Кохан    |
| Волтер Хјустон  | Џери Кохан    |
| Ричард Ворф     | Сем Харис     |
| Ајрин Менинг    | Феј Темплтон  |
| Џорџ Тобијас    | Дајц          |
| Роузмери ДеКамп | Нели Кохан    |
| Џени Кегни      | Џоуси Кохан   |

## Позадина и продукција
Иако је редитељ Кертиз био познат као мајстор режије, он је својим глумцима дао слободу. Кегни и други играчи смислили су неколико „послића“, како их је Кегни назвао, што значи импровизоване реплике или акцију на позоришном језику.
Сам Кохан је служио као консултант током продукције филма. Због његовог лошег здравља, његово стварно учешће у филму било је ограничено. Али када је завршен, филм је приватно приказан за Кохана и он је афирмативно прокоментарисао Кегнијев наступ са: "Боже мој, какав чин за пратити!"
Филмски постер за овај филм био је први који је икада произвео познати дизајнер постера Бил Голд.
Кегни се у почетку противио биографском филму о животу Џорџа М. Кохана, пошто није волео Кохана још од штрајка глумаца1919. године, у којем је стао на страну продуцената. Године 1940, Кегни је именован, заједно са 15 других холивудских личности, у сведочењу велике пороте Џона Р. Леецха, самопроглашеног 'главног функционера' Комунистичке партије Лос Анђелеса који је био позван од стране Комитета за неамеричке активности Представничког дома. The New York Times је на својој насловној страни одштампао наводе да је Кагни био комуниста. Кегни је одбацио оптужбе, а Мартин Дај Млађи, дао је изјаву новинарима који је очистио репутацију Кегнија. Вилијам Кегни, један од продуцената филма, наводно је рекао свом брату да ћемо „морати да направимо најпроклетију патриотску слику која је икада направљена. Мислим да је то прича о Кохану."

## Пријем

### Благајна
Филм је скоро удвостручио зараду Капетана из облака (1942), Кегнијевог претходног труда, доневши више од 6 милиона долара изнајмљивања Ворнер Бросу.
Према евиденцији Варнер Брос, филм је зарадио 4.631.000 долара у земљи и 1.892.000 долара у иностранству.
То га је учинило најуспешнијим на благајнама у историји компаније до тог времена. Главни глумац је зарадио своју уговорну плату од 150.000 долара и скоро пола милиона долара у подели добити. Према Variety, филм је зарадио 4,8 милиона долара од изнајмљивања у биоскопима кроз емитовање у Северној Америци.

### Критички осврт
Савремене критике су биле веома позитивне. Босли Краутер из Њујорк тајмса рекао је да би филмским покровитељима било добро да је виде, јер „наћи ћете тако топлу и дивну музичку слику каква је годинама била на екрану, добру забаву и исто тако љубазну, ако не и тако тачну... Варајети је филм назвао „забавним као што је и сваки врхунски филм икада снимљен... Џејмс Кегни глуми Кохана на којег би се и оригинални Џорџ М. могао поносити.“ Harrison's Reports је написао: „Одлично! Публика би требало да пронађе ову музичку комедију, засновану на животу Џорџа М. Кохана, као једну од најсјајнијих и најдивнијих музичких филмова који су икада приказани на платну. Велики део његове забавне вредности је захваљујући изузетно добром наступу Џејмса Кегнија, чије је имитирање господина Кохана језиво — његови гестови, говор и плес су урађени до савршенства.“ Џон Мошер из Њујоркера назвао је филм „потпуним ужитком, екстраваганцијом мелодија које је земља волела деценијама“, али је такође сматрао филм „сумњивим“ у контексту Коханове биографије.
Rotten Tomatoes наводи да је 90% од 29 критика позитивно, са просечном оценом за филм од 7,9/10. Консензус критичара сајта гласи: „Џејмс Кегни користи своје музичке таленте како би подстакао ефекат у Јенки Дудл Денди, прославе патриотског жара колико и биографског филма Џорџа М. Кохана. На Метакритик-у, филм има просечну оцену од 89 од 100, на основу 10 критичара, што указује на „универзално признање“.

### Награде и почасти
Филм је освојио Оскара за најбољег глумца у главној улози (Џејмс Кегни), најбољу музику, музику за музичку слику (Реј Хајндорф и Хајнц Ромхелд) и најбољи звучни снимак (Нејтан Левинсон). Номинован је за најбољег глумца у споредној улози (Валтер Хјустон), најбољу режију, најбољу филмску монтажу за Џорџа Ејмија, најбољи филм и најбољи сценарио, оригиналну причу. Године 1993, Јенки Дудл Денди је изабран за чување у Националном филмском регистру Сједињених Држава од стране Конгресне библиотеке као „културно, историјски или естетски значајан“.
Признање Америчког филмског института
- 1998: АФИ-јевих 100 година...100 филмова – #100
- 2004: АФИ-јевих 100 година...100 песама – #71
  - The Yankee Doodle Boy
- 2005:  /100 година АФИ-ја... 100 филмова
- АФИ-јевих 100 година... 100 филмова...100 филмских цитата
  - „Моја мајка вам се захваљује. Мој отац вам се захваљује. Моја сестра вам захваљује. И ја вам се захваљујем." - #97
- 2006: АФИ-јевих 100 година мјузикла – #18
- 2006: 100 година АФИ-ја... 100 инспирација – #88
- 2007: АФИ-јевих 100 година...100 филмова (Издање за десетогодишњицу) – #98

## Адаптације
- Јенки Дудл Денди је адаптирана као радио-драма у емисији The Screen Guild Theater 19. октобра 1942. у којој су глумили Џејмс Кегни са Ритом Хејворт и Бети Грејбл.[17]
- Џорџ М! је сценски мјузикл, такође заснован на животу Џорџа М. Коена, који је почео са приказивањем на Бродвеју 1968. године.